# Чжун Мань
Чжун Мань  (кит.: 仲 满, 28 лютого 1983) — китайський фехтувальник, олімпійський чемпіон.

## Виступи на Олімпіадах
| Олімпіада  | Дисципліна      | Місце |
| ---------- | --------------- | ----- |
| Пекін 2008 | шабля, особисті | 1     |
| Пекін 2008 | шабля, командні | 6     |